# Herrickia kingii
Herrickia kingii là một loài thực vật có hoa trong họ Cúc. Loài này được (D.C.Eaton) "Brouillet, Urbatsch & R.P.Roberts" mô tả khoa học đầu tiên năm 2004.